# 沃盧亞克岩
62°26′02″S 59°58′22″W / 62.43389°S 59.97278°W
沃盧亞克岩是南極洲的岩石，位於南設得蘭群島的格林尼治島北岸，處於帕夫利凱尼角以北0.4公里，長1.9公里，以保加利亞西部城鎮命名，現時由南極條約體系管理。